# Fine Line (песня)
Fine Line (с англ. — «Тонкая Грань») — песня американской рок-группы The Cars, четвёртый трек с альбома Door to Door.

## О песне
Песня была написана и спета вокалистом, ритм-гитаристом и автором песен Риком Окасеком. Продюсером был сам Окасек с клавишником группы в роли дополнительного продюсера Грегом Хоуксом. Длинной в 5 минут 22 секунды, это самая длинная песня на альбоме Door to Door.
Георгий Старостин, российский лингвист, сказал в обзоре, "защищающем" Door to Door:""Fine Line" — это хорошая песня. Я предполагаю, что это подпадает под парадигму "Adult Contemporary", но то же самое относится и ко многим материалам Питера Гэбриэла. Важно то, что в нём нет ни капли сочности или дрянности. Фоновые синтезаторы торжественны и мрачны, а случайная гитарная линия ворчлива и зловеща — и южно-американские трубы — приятный штрих. Она длинная, медленная и потенциально скучная, но в ней много атмосферы доверия, и если учесть тот факт, что это одна из последних песен The Cars, это добавляет немного пикантности происходящему. И мне нравится, как они поют строчку "there's a fine line between us, such a fine, fine line (с англ. — «между нами тонкая грань, такая тонкая, тонкая грань»)", а потом начинают играть трубы. Я не думаю, что мне должно быть стыдно за то, что мне нравится этот материал".

## Другие появления
После выпуска на альбоме Door to Door в августе 1987 года, она была выпущена на двадцать четвёртом в общем и третьем с альбома сингле Coming Up You в январе 1988 года только в Южной Америке. Во всём мире в качестве стороны Б использовалась песня Double Trouble, также из Door to Door. Сингл достиг 74-го места в Billboard Hot 100 и 37-е место в чарте Adult Contemporary.

## Участники записи
- Рик Окасек — вокал, гитара
- Бенджамин Орр — бас-гитара, бэк-вокал
- Грег Хоукс — бэк-вокал, клавишные
- Эллиот Истон — бэк-вокал, соло-гитара
- Дэвид Робинсон — бэк-вокал, ударные